# Doctor Phillips
Doctor Phillips és una concentració de població designada pel cens dels Estats Units a l'estat de Florida. Segons el cens del 2000 tenia 9.548 habitants.

## Demografia
Segons el cens del 2000, Doctor Phillips tenia 9.548 habitants, 3.451 habitatges, i 2.691 famílies. La densitat de població era de 1.084,3 habitants per km².
Dels 3.451 habitatges en un 39,4% hi vivien nens de menys de 18 anys, en un 65,7% hi vivien parelles casades, en un 9,1% dones solteres, i en un 22% no eren unitats familiars. En el 17,5% dels habitatges hi vivien persones soles el 4,6% de les quals corresponia a persones de 65 anys o més que vivien soles. El nombre mitjà de persones vivint en cada habitatge era de 2,77 i el nombre mitjà de persones que vivien en cada família era de 3,14.
Per edats la població es repartia de la següent manera: un 26,5% tenia menys de 18 anys, un 6,7% entre 18 i 24, un 28,5% entre 25 i 44, un 28,5% de 45 a 60 i un 9,8% 65 anys o més.
L'edat mediana era de 39 anys. Per cada 100 dones de 18 o més anys hi havia 94,7 homes.
La renda mediana per habitatge era de 70.754 $ i la renda mediana per família de 76.992 $. Els homes tenien una renda mediana de 51.616 $ mentre que les dones 30.696 $. La renda per capita de la població era de 31.197 $. Entorn del 3,4% de les famílies i el 4,4% de la població estaven per davall del llindar de pobresa.

## Poblacions més properes
El següent diagrama mostra les poblacions més properes.